# Les Avenières Veyrins-Thuellin
Les Avenières Veyrins-Thuellin est, depuis le 1er janvier 2016, une commune nouvelle française située dans le département de l'Isère en région Auvergne-Rhône-Alpes.

## Géographie

### Localisation
La commune, issue de l'union de deux anciennes communes, se trouve dans le département français de l'Isère, dans la région du Bas-Dauphiné, plus connue sous le terme moderne de Nord-Isère.
| Le Bouchage      | Groslée-Saint-Benoit (Ain)     |                       |
| Vézeronce-Curtin | des Avenières Veyrins-Thuellin | Brégnier-Cordon (Ain) |
| Dolomieu         | Corbelin, Granieu              | Aoste                 |

### Climat
Pour des articles plus généraux, voir Climat d'Auvergne-Rhône-Alpes et Climat de l'Isère.
En 2010, le climat de la commune est de type climat des marges montargnardes, selon une étude du Centre national de la recherche scientifique s'appuyant sur une série de données couvrant la période 1971-2000. En 2020, Météo-France publie une typologie des climats de la France métropolitaine dans laquelle la commune est exposée à un climat de montagne ou de marges de montagne et est dans la région climatique Alpes du nord, caractérisée par une pluviométrie annuelle de 1 200 à 1 500 mm, irrégulièrement répartie en été.
Pour la période 1971-2000, la température annuelle moyenne est de 11,4 °C, avec une amplitude thermique annuelle de 18 °C. Le cumul annuel moyen de précipitations est de 1 103 mm, avec 9,6 jours de précipitations en janvier et 7 jours en juillet. Pour la période 1991-2020, la température moyenne annuelle observée sur la station météorologique de Météo-France la plus proche, « Pont-de-Beauvoisin », sur la commune du Pont-de-Beauvoisin à 14 km à vol d'oiseau, est de 11,8 °C et le cumul annuel moyen de précipitations est de 1 166,3 mm,. Pour l'avenir, les paramètres climatiques de la commune estimés pour 2050 selon différents scénarios d'émission de gaz à effet de serre sont consultables sur un site dédié publié par Météo-France en novembre 2022.

### Hydrographie
- Le Rhône longe la partie orientale du territoire communal.
- L'Huert (affluent du Rhône) et le canal de l'Huert
- Canal des Avenières

## Urbanisme

### Typologie
Au 1er janvier 2024, Les Avenières Veyrins-Thuellin est catégorisée bourg rural, selon la nouvelle grille communale de densité à sept niveaux définie par l'Insee en 2022.
Elle appartient à l'unité urbaine de Les Avenières Veyrins-Thuellin, une unité urbaine monocommunale constituant une ville isolée,. La commune est en outre hors attraction des villes,.

### Voies de communication
La route nationale 75 est une ancienne route nationale française reliant Tournus et Bourg-en-Bresse à Sisteron, par Grenoble. Cette route, qui a été déclassée en RD 1 075 en 2006, longe la partie méridionale de la commune. Elle relie la ville de Voiron à Grenoble vers le sud et à Bourg-en-Bresse, vers le nord.

### Lignes Ferroviaires
La commune est traversée par l'ancienne ligne de Chemin de fer de l'Est de Lyon, sur la commune se trouve donc les deux ancienne gare : celle des Avenières et celle de Veyrins-Thuellin
La ligne reliait la gare de Lyon Est à la gare d'Aoste-Saint-Genix

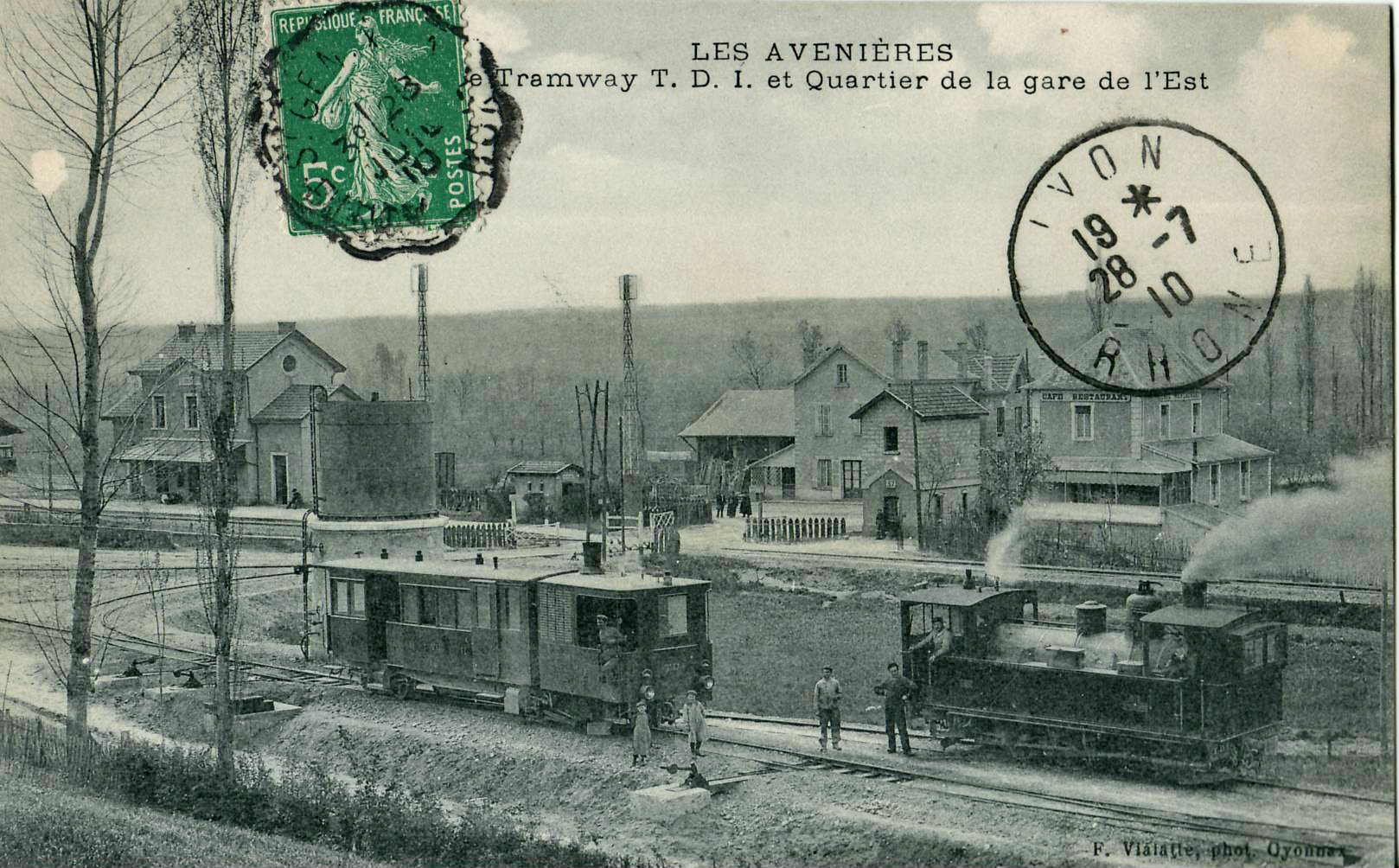
ancienne gare des Avenières, nous pouvons d'ailleurs ici remarquer le Tramway de l'Ouest du Dauphiné devant la gare

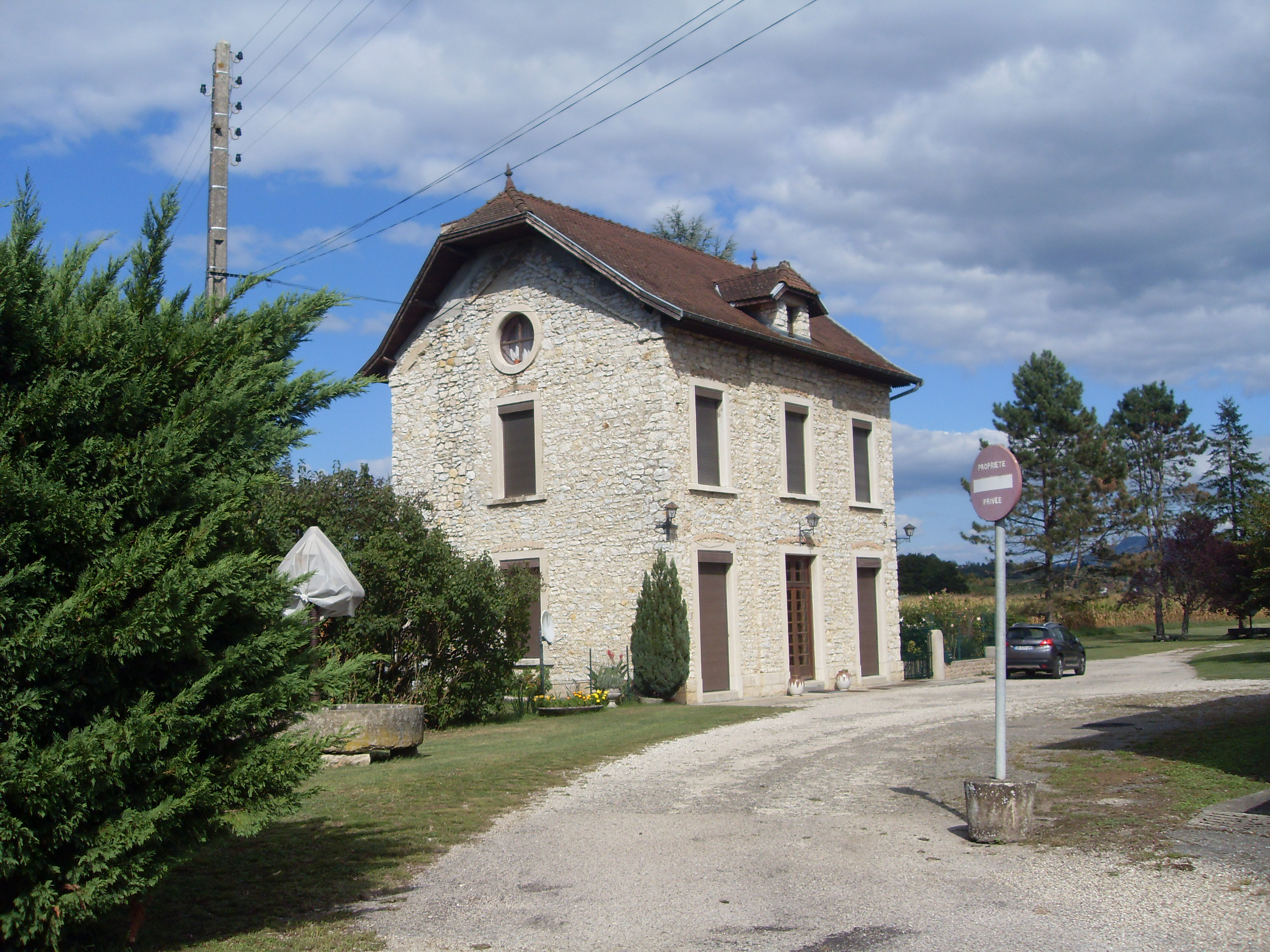
l'ancienne gare de Veyrins-Thuellin

La commune était aussi desservie par la ligne de Tramway de l'Ouest du Dauphiné, plus précisément le Tramway de La Tour du Pin aux Avenières.

### Risques naturels et technologiques

#### Risques sismiques
L'ensemble du territoire de la commune des Avenières Veyrins-Thuellin est situé en zone de sismicité no 3 (sur une échelle de 1 à 5), comme la plupart des communes de son secteur géographique.
| Type de zone | Niveau            | Définitions (bâtiment à risque normal) |
| ------------ | ----------------- | -------------------------------------- |
| Zone 3       | Sismicité modérée | accélération = 1,1 m/s2                |

## Histoire
En ce qui concerne la période historique précédant la fusion, il convient de se reporter aux articles consacrés aux anciennes communes concernées.
Créée par un arrêté préfectoral du 2 décembre 2015, la commune est issue du regroupement des deux communes des Avenières et de Veyrins-Thuellin. Son chef-lieu est fixé aux Avenières.
En 2016, le gentilé des habitants de la commune nouvelle, Aveyrlinois et Aveyrlinoises, est défini après consultation de la population.

## Politique et administration

### Liste des maires
| Période        | Période     | Identité       | Étiquette | Qualité |
| -------------- | ----------- | -------------- | --------- | --- |
| 8 janvier 2016 | 18 mai 2021 | Daniel Michoud | DVC-DVG   | Retraité Vice-président de la CC des Balcons du Dauphiné (2017 → 2020) Ancien maire des Avenières (2014 → 2015) Décédé en fonction |
| 2 juin 2021    | En cours    | Myriam Boiteux |           | Agricultrice en production laitière, ancienne première adjointe                                                                    |

### Communes déléguées
| Nom                   | Code Insee | Intercommunalité        | Superficie (km2) | Population (dernière pop. légale) | Densité (hab./km2) |
| --------------------- | ---------- | ----------------------- | ---------------- | --------------------------------- | ------------------ |
| Les Avenières (siège) | 38022      | CC du Pays des Couleurs | 30,00            | 5 535 (2013)                      | 185                |
| Veyrins-Thuellin      | 38541      | CC du Pays des Couleurs | 11,56            | 1 953 (2013)                      | 169                |

## Population et société

### Démographie
L'évolution du nombre d'habitants est connue à travers les recensements de la population effectués dans la commune depuis sa création.

En 2022, la commune comptait 7 699 habitants, en évolution de −0,17 % par rapport à 2016 (Isère : +3,07 %, France hors Mayotte : +2,11 %).
| 2014  | 2019  | 2022  |
| ----- | ----- | ----- |
| 7 590 | 7 804 | 7 699 |

### Enseignement
La commune est rattachée à l'académie de Grenoble.

### Médias
Historiquement, le quotidien à grand tirage Le Dauphiné libéré consacre, chaque jour, y compris le dimanche, dans son édition du Nord-Isère, un ou plusieurs articles à l'actualité à la communauté de communes, quelquefois à la commune, ainsi que des informations sur les éventuelles manifestations locales, les travaux routiers, et autres événements divers à caractère local.

### Cultes
La communauté catholique et les églises (propriété de la commune) dépendent de la paroisse « Saint-Pierre du Pays des Couleurs » qui regroupe vingt-sept églises de la région du nord-Isère.

## Culture locale et patrimoine

### Lieux et monuments

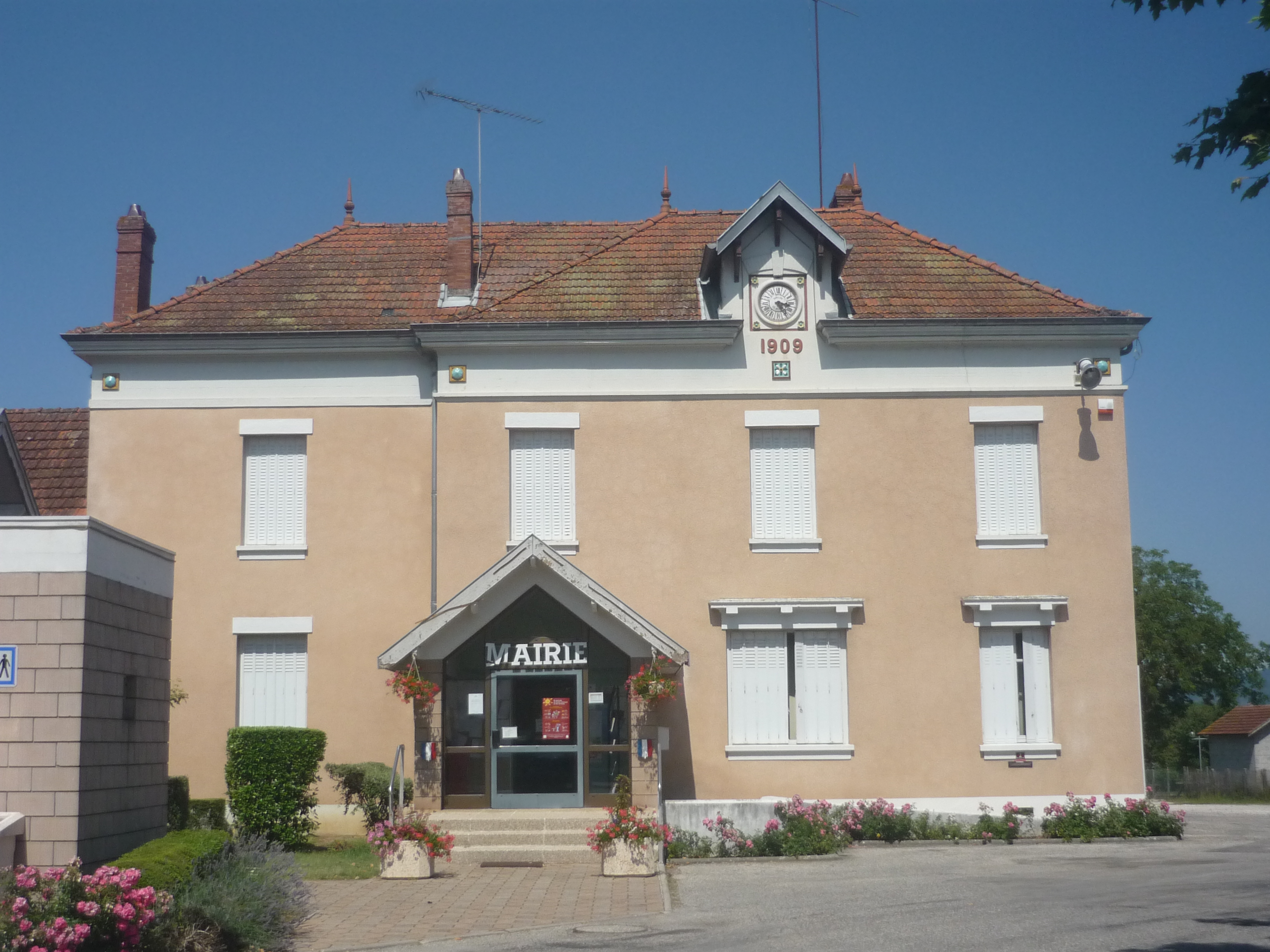
La mairie de Veyrins.
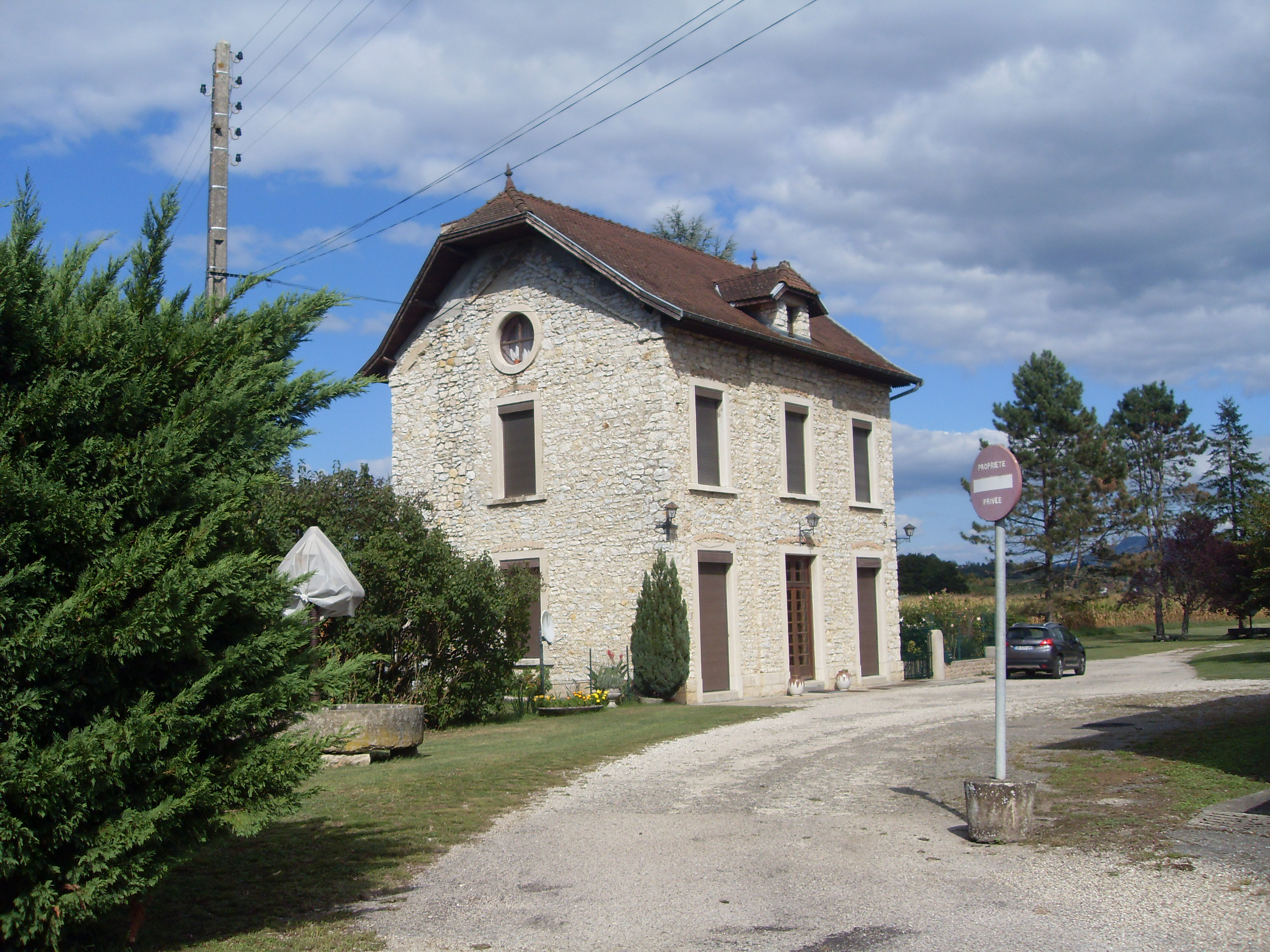
L'ancienne gare de Thuellin.
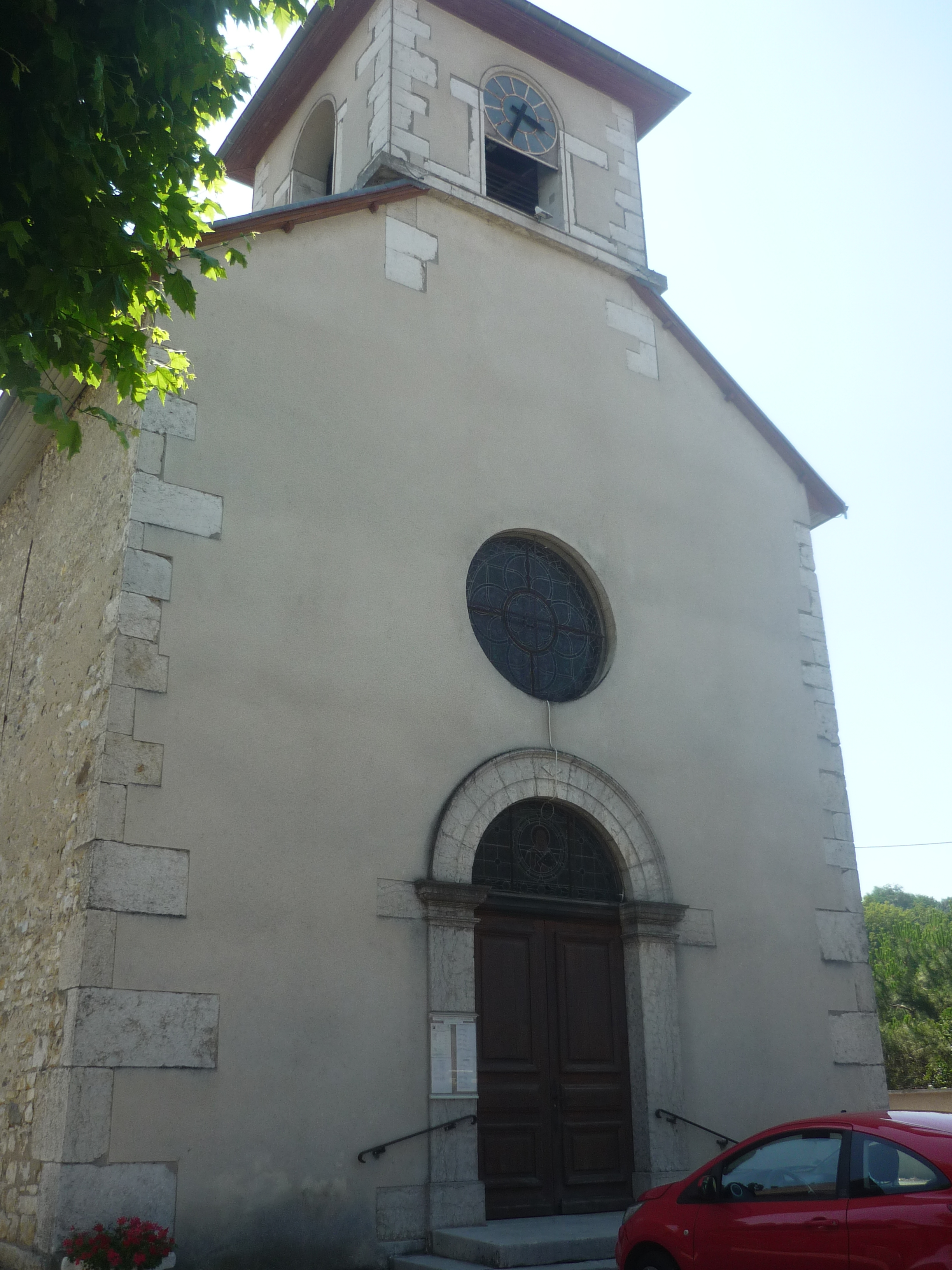
L'église de Veyrins.
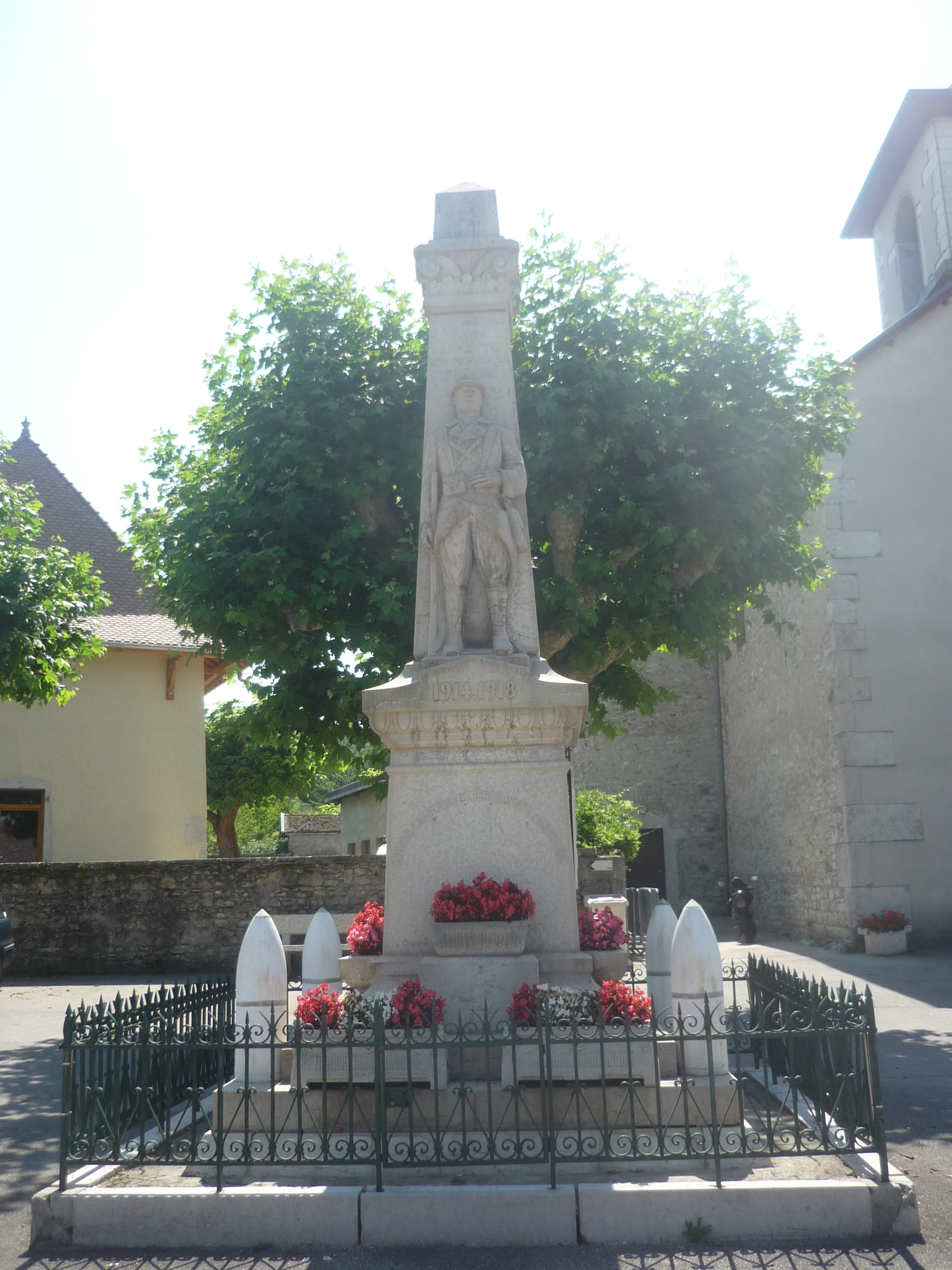
Le monument aux morts de Veyrins.

### Héraldique
|  | Les Avenières Veyrins-Thuellin possède des armoiries dont l'origine et le blasonnement exact ne sont pas disponibles. |